# スカイポート美唄

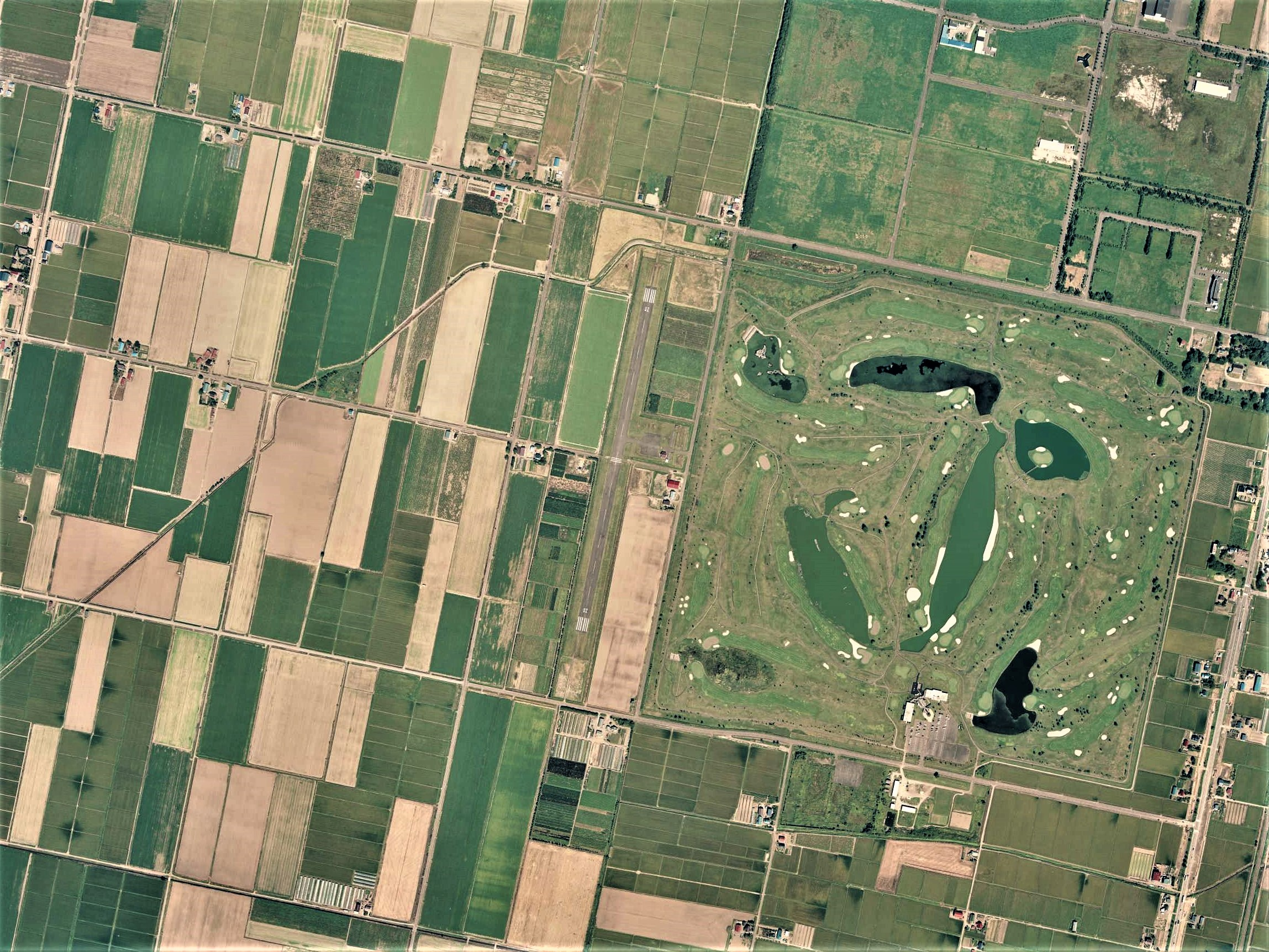
スカイポート美唄付近の空中写真（2009年9月2日撮影）

スカイポート美唄（スカイポートびばい）は、北海道美唄市茶志内にある農道離着陸場。北海道や美唄市が国の補助を得て建設し、1997年（平成9年）10月10日に開場した。
正式名称は「中空知地区農道離着陸場」、または「美唄市農道離着陸場」とも呼ばれる。

## 概要
1988年（昭和63年）に始まった農林水産省の農道離着陸場整備事業に踏まえ、翌1989年5月に実験用離着陸場として同地に仮設の滑走路を設置したことが起源となっている。翌月6月2日にチャーター機で仙台空港との間で輸送実験が行われ、全国の農道離着陸場整備の先駆けとなった。
その後は、道内の農道離着陸場の実績を踏まえ、滑走路を規格に合わせて再整備。集出荷施設を新設するなど、全国で6番目の農道離着陸場として1997年（平成9年）に正式開場した。
供用開始当初は、仙台空港経由で仙台市周辺、およびトラック便を使い東京方面に地場の農産物を運んでいた。現在は、採算面から農産物の航送に供用されておらず、オーナーズパイロットの訓練が主な用途となっている。その他、モーターグライダー・スポーツカイトの練習、イベント広場としても用いられ、北海道スカイダイビング倶楽部が、当離着陸場を本拠地としている。また必要に応じて、防災や救急医療輸送の中継基地として活用される。
当初の構想は、中空知地区における農業開発の観点から航空機の発着が可能な農道離着陸場を整備することで、農産物輸送の合理化を図り、生産性の高い農業の実現と、地域の活性化等、多面的利用を図るものであった。

## 施設
- 管理棟：80.325 m2
- 竣工：1997年（平成9年）4月
- 所在地：北海道美唄市茶志内3区
- 管理者：美唄市経済部農政課（美唄市の所有だが、2014年（平成26年）4月から2017年（平成29年）3月までピートエアインコーポレーション日本支社、2020年（令和2年）以降はPetair合同会社に管理が委託されている[2]。）
- 交信：美唄Flight Service 130.75 MHz
- 運用期間：08:30 - 17:00（日没まで）（ただし、12月31日から3月31日までは冬季閉場）[3]

- 管理棟
- 管理区域側から見た管理棟と滑走路
- 新設された格納庫